# Blaafarveværket
Blaafarveværket ved Åmot Modum Kommune i Sydnorge fremstillede blå farve af koboltmalm og var Norges største industrivirksomhed i 1800-tallet. Blaafarveværket beskæftigede over 2.000 mennesker og dækkede 70-80 procent af verdensmarkedet for koboltblåt. Foretagendet, der blev grundlagt af den dansk-norske konge i 1770'erne, blev 1823 købt af bankieren Wilhelm Christian Benecke (Berlin) og generalkonsul Benjamin Wegner, som blev generaldirektør for koncernen.
Blaafarveværket er i dag et museum med årlige kunstudstillinger og en af Norges vigtigste turistattraktioner. Sommeren 2003 udstillede Dronning Margrethe på Blaafarveværket.